# Мироновка
Миро́новка (укр. Миронівка) — город в Киевской области Украины. Входит в Обуховский район. До 2020 года был административным центром упразднённого Мироновского района.

## Географическое положение
Расположен на берегу реки Росава.

## История
Поселение основано в первой половине XVII века, ведёт свою историю от хутора казака с Полтавщины Мирона Зелёного. С его именем и связано название города.
В XIX веке Мироновка являлась селом Каневского уезда Киевской губернии. В 1858 году здесь был построен сахарный завод. В 1896 году в селе насчитывалось 2132 жителей и 295 дворов, действовали сахарный завод, больница, церковно-приходское училище, почтово-телеграфное отделение и две торговые лавки.
С 20 декабря 1930 года здесь началось издание районной газеты.
20 октября 1938 года село Мироновка отнесено к разряду посёлков городского типа.
В ходе Великой Отечественной войны в 1941—1943 гг. посёлок был оккупирован немецкими войсками.
В январе 1959 года численность населения составляла 9595 человек.
Статус города Мироновка получила в 1968 году.
В январе 1989 года численность населения составляла 15 973 человек.
На 1 января 2013 года численность населения составляла 11 964 человек.

## Экономика
В городе располагается несколько заводов и Мироновский комбинат хлебопродуктов.
Также в Мироновке расположен научно-исследовательский Мироновский институт селекции и семеноводства пшеницы, разработавший не один сорт морозостойкой пшеницы.
В городе находятся источники минеральной воды, содержащей радон и курортно-лечебные заведения, специализирующихся на процедурах с использованием радоновой воды.

## Галерея

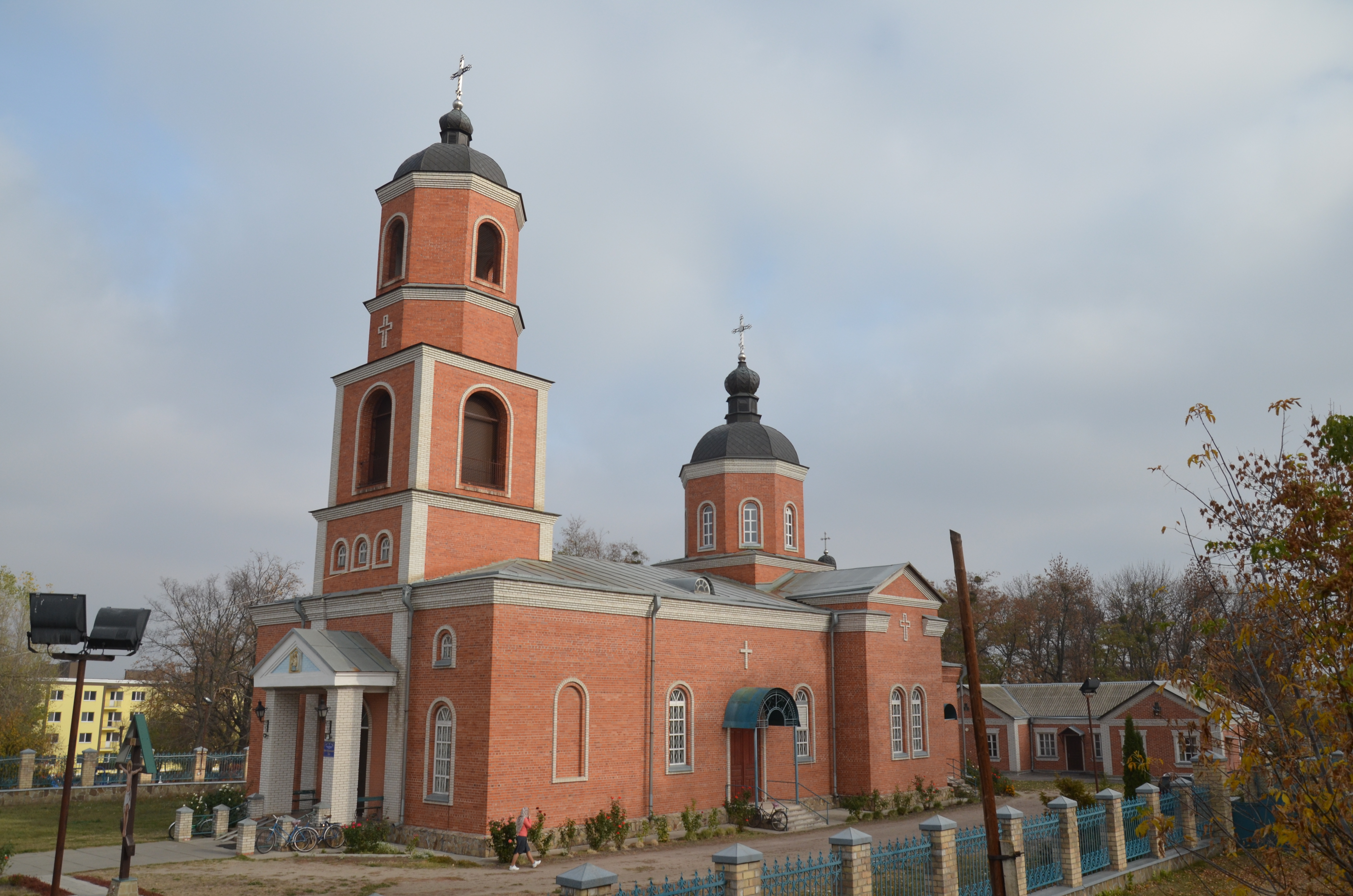
Михайловская церковь
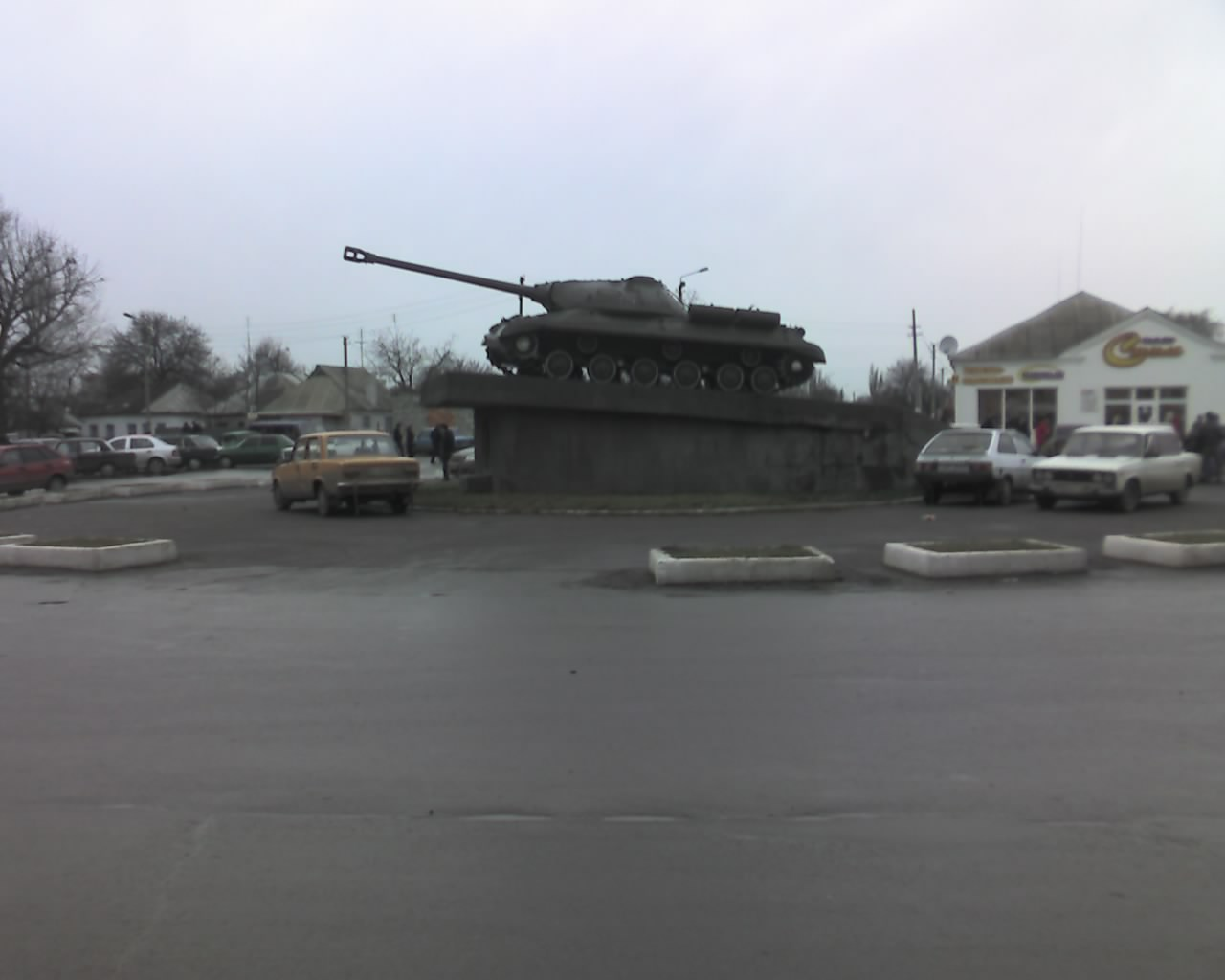
Танк на площади перед ж/д вокзалом
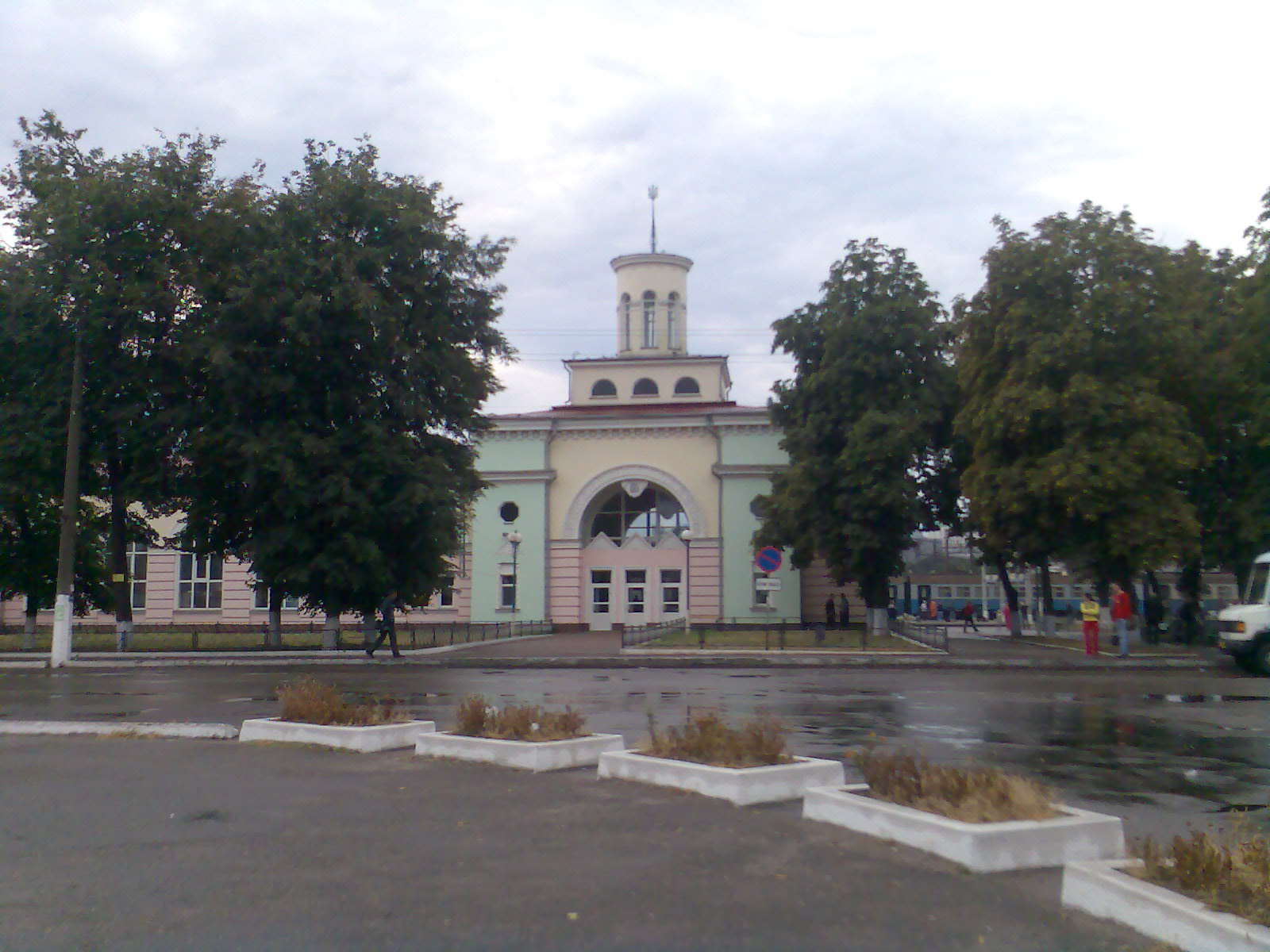
Железнодорожный вокзал
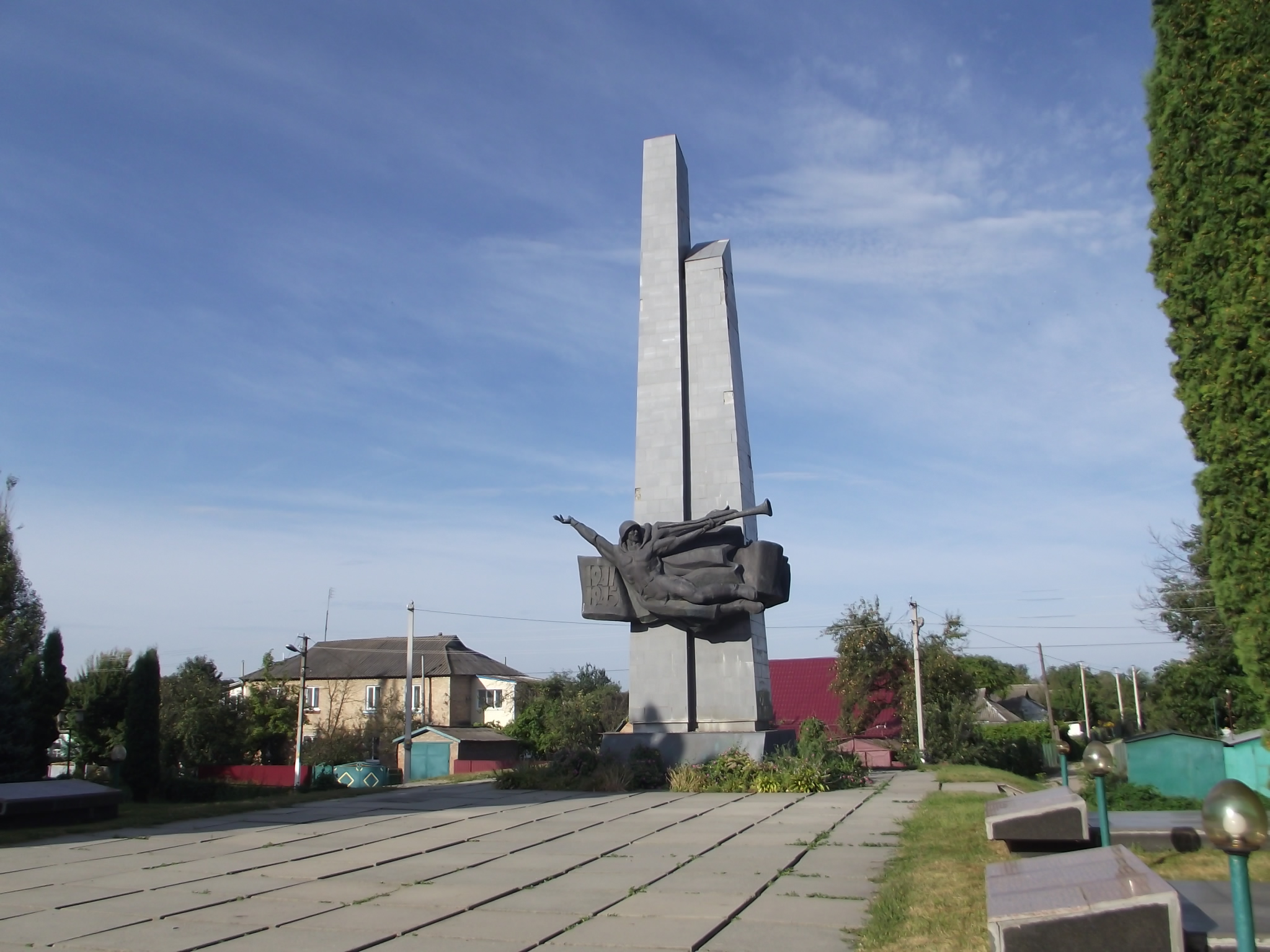
Мемориальный комплекс Великой Отечественной войны